# Salitas FC
Der Sali et Tasséré Football Club, auch einfach nur Salitas FC genannt, ist ein Sportverein in Ouagadougou (Burkina Faso). Aktuell spielt der Verein in der ersten Liga, der Première Division.

## Geschichte
Der Verein wurde 2015 gegründet. 2018 gewann der Verein den Pokal und den Supercup.

## Erfolge
- Burkinischer Pokalsieger: 2018
- Burkinischer Pokalfinalist: 2023
- Burkinischer Superpokalsieger: 2018

## Stadion
Der Verein trägt seine Heimspiele im Stade du 4-Août in Ouagadougou aus. Das Stadion hat ein Fassungsvermögen von 40.000 Personen.

## Trainer
| Trainer          | Nation       | von            | bis |
| ---------------- | ------------ | -------------- | --- |
| Ambass Ouédraogo | Burkina Faso | September 2023 |     |